# Ифит (сын Еврита)
И́фит (др.-греч. Ἴφιτος) — в древнегреческой мифологии сын Еврита и Антиохи (или рождён от Ареса). Аргонавт. Подарил Одиссею лук.
Требовал отдать в жёны Гераклу Иолу. Когда Еврит стал обвинять Геракла в краже кобылиц, Ифит, чтобы помочь Гераклу оправдать себя, пошёл вместе с ним искать кобылиц; пришёл к Гераклу, но тот в безумии сбросил его со стены Тиринфа, либо Ифит прибыл в Тиринф в поисках кобылиц. Геракл поднялся с ним на высокую башню, когда Ифит не увидел кобылиц, Геракл обвинил его в лжи и сбросил Ифита с башни. Когда Геракл был продан в рабство Омфале по приказанию дельфийского оракула, выручку отвезли детям Ифита, но Еврит, согласно Аполлодору, деньги не принял.